# Mountain Village (Alaska)
Mountain Village – miasto w Stanach Zjednoczonych, w stanie Alaska, w okręgu Wade Hampton. W miejscowości ma siedzibę prawosławna parafia św. Piotra Aleuta.